# 武氏六

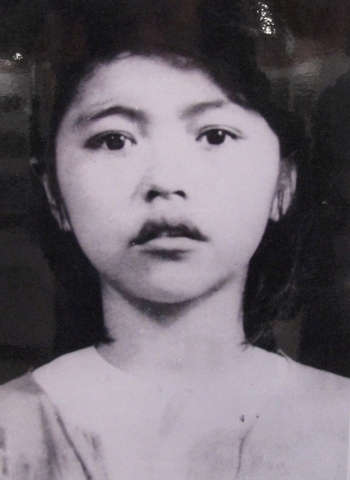
武氏𦒹

武氏六（越南语：／，1933年—1952年1月23日）是越南法越战争期间的一名女游击队员，多次对法国军官和与政府合作的越南人实施暗杀。
越南政府将她视为抗法英雄烈士，并于1993年追授她人民武装力量英雄称号。